# 嚴和生
嚴和生（Yen Ho-Shen，1990年12月31日—），臺灣足球運動員，出生於臺灣花蓮縣光復鄉，在足球場上司職中場一職，目前效力於全國城市足球聯賽的高雄市台電足球隊中。

## 生平
嚴和生於1990年12月31日出生於花蓮縣光復鄉。國小就讀於光復鄉的光復國小，於在校期間加入到光復國小的足球校隊中效力，並曾在2002年12月29日所舉行的麗台杯全國少年五人制足球賽中代表光復國小出賽。於該項賽事13歲組的四強戰中，光復國小面對化仁國小B隊。於上半場中，化仁B隊先馳得點，然而代表光復國小出賽的嚴和生隨後帶球自球場中路直線突破並射門成功而追平比數。
下半場比數來到3:3，雙方持續僵持，然而光復國小的嚴和生與張鴻駿展現絕佳默契，張鴻駿帶球突破後吊中，嚴和生門前挑球射入球門，讓光復國小最終以4:3擊敗化仁國小B隊。之後光復國小再以7:1再擊敗協和國小挺進決賽。
決賽由光復國小面對和平國小，於上半場時，光復國小由張鴻駿及嚴和生分別各進一球，半局結束前，光復國小以3:2領先一球。下半場開始後，光復國小持續進攻，終場以8:2大敗和平國小獲得該屆賽事13歲組的冠軍。
嚴和生於國中時期，來到花蓮市的美崙國中就讀，該校也擁有出名的足球校隊，嚴和生也在就讀美崙國中時期進入到足球校隊中效力。更在2006年德國世界盃時，美崙國中足球校隊獲得楊力州、張榮吉兩位導演的合作來拍攝臺灣本地的足球形象廣告，足球紀錄片《奇蹟的夏天》，這部影片是由運動品牌NIKE委託兩位導演拍攝的，並取景美崙國中足球校隊的17位學生在備戰全國中等學校運動會的過程，片中便包含了嚴和生在內的高俊鴻、李健良以及林昌倫等現時常入選中華臺北男子足球代表隊的球員。
高中時期，嚴和生就讀於國立花蓮高級中學。高中畢業後，考取位於臺中市的國立臺灣體育大學競技運動學系就讀，也加入到臺灣體大的足球校隊中持續自身的足球生涯，當時他在校隊中的球衣背號為7號。
2015年10月，嚴和生代表花蓮縣出戰於高雄市舉辦的104年全國運動會。該屆賽事中，花蓮縣除徵招嚴和生外，也徵招了王睿、陳庭揚、林約翰以及林昌倫等國家代表隊的成員。最終，花蓮縣於該屆全國運動會男子足球項目中，獲得季軍的成績。

## 職業生涯

### 俱樂部
於臺灣體大畢業後，因兵役問題，因此嚴和生進入到國家運動選手訓練中心旗下的台灣國訓足球隊中效力，並隨隊參與全國城市足球聯賽。在2013年全國城市足球聯賽的最後一輪，國訓面對航源開發時，嚴和生上演帽子戲法，並最終以5:1大勝航源開發。
服完兵役後，嚴和生進入到高雄市台電足球隊，球衣背號為25號，並持續效力至今。

### 國家隊
嚴和生於青年時期，在足球發展方面並無特別突出，直到2014年首次入選中華台北男子足球代表隊，並隨隊出戰2014年於菲律賓所舉辦的和平盃國際足球邀請賽。於該屆賽事中，中華台北兩戰皆敗，然而兩場面對巴勒斯坦以及菲律賓的比賽中，嚴和生皆有獲得進球。
2015年東亞盃足球錦標賽資格賽第二輪，嚴和生再次入選中華台北出賽大名單中。
2018年世界盃亞洲區資格賽第二輪，嚴和生獲得入選進到中華台北23人出賽大名單中。

## 個人數據
| 中華台北                | 中華台北 | 中華台北 | 中華台北     |
| 年度                    | 出賽     | 進球     | 參考         |
| ----------------------- | -------- | -------- | ------------ |
| 2014                    | 5        | 2        | [ 10 ] [ 1 ] |
| 2015                    | 4        | 0        | [ 10 ] [ 1 ] |
| 2016                    | 5        | 0        | [ 10 ] [ 1 ] |
| 2017                    | 2        | 0        | [ 10 ] [ 1 ] |
| 2022                    | 1        | 0        | [ 10 ] [ 1 ] |
| 2023                    | 1        | 0        | [ 10 ] [ 1 ] |
| 總計                    | 18       | 2        | [ 10 ] [ 1 ] |
| 最後更新於2023年6月16日 |          |          |              |

## 國家隊進球紀錄
| 進球紀錄 | 日期         | 地點                       | 對手     | 比分 | 賽果 | 比賽類型 |
| -------- | ------------ | -------------------------- | -------- | ---- | ---- | -------- |
| 1.       | 2014年9月3日 | 菲律賓馬尼拉黎剎紀念體育場 | 巴勒斯坦 | 1-4  | 1-5  | 友誼賽   |
| 2.       | 2014年9月6日 | 菲律賓馬尼拉黎剎紀念體育場 | 菲律賓   | 2-2  | 3-7  | 友誼賽   |

## 榮譽

### 個人
- 最佳球員獎 - 2015年全國城市足球聯賽[11]

### 團隊
- 全國城市足球聯賽冠軍 - 2014年[12]、2015年[11]

## 資料來源
1. 1 2 3 4 5  . 足巢.   [2016-06-01]. （原始内容存档于2019-08-12） （中文（臺灣））.
2. 1 2 3 4  張克銘. . 2015-06-11  [2016-06-01]. （原始内容存档于2019-11-30） （中文（臺灣））.
3. 1 2 3 4 5 6 7  林三豐. . 麗台運動報. 2002-12-29  [2016-06-01]. （原始内容存档于2017-01-12） （中文（臺灣））.
4. 1 2  .   [2016-06-01]. （原始内容存档于2019-11-28） （中文（臺灣））.
5. 1 2  . 中華民國足球協會. 2014-11-12  [2016-06-01]. （原始内容存档于2016-04-30） （中文（臺灣））.
6. 1 2  久保. . 運動視界. 2015-10-18  [2016-06-01]. （原始内容存档于2019-11-30） （中文（臺灣））.
7. 1 2  范振和. . 聯合新聞網. 2015-10-13  [2016-06-01]. （原始内容存档于2016-03-04） （中文（臺灣））.
8. ↑  . 麗台運動報. 2013-11-15  [2016-06-01]. （原始内容存档于2014-04-19） （中文（臺灣））.
9. ↑  I Love Football. . 運動視界. 2015-09-07  [2016-06-01]. （原始内容存档于2019-12-01） （中文（臺灣））.
10. ↑  . National Football Teams.   [2016-06-01]. （原始内容存档于2019-11-30） （英语）.
11. 1 2  . 中華民國足球協會. 2016-04-24  [2016-06-01]. （原始内容存档于2016-05-09） （中文（臺灣））.
12. ↑  . SOCCERWAY.   [2016-06-01]. （原始内容存档于2016-03-05） （英语）.